# Lego: Hero Factory
A Lego: Hero Factory amerikai televíziós 3D-s számítógépes animációs sorozat, amely a Lego 2010-től 2014-ig forgalmazott játék franchisea, amit a Bionicle helyére hoztak létre. Képregényeken és könyveken kívül animációs minisorozat is készült belőle, ezt 2010. szeptember 20-án adták először Amerikában a Nickelodeonon. 2011. június 25-étől adják Magyarországon is, a Cartoon Network-ön, az RTL Klubon és a Megamaxon.
A Hero Factory alaptémája, hogy a Makuhero nevű, robotok lakta futurisztikus városban létezik egy Hősgyár, amely különleges hősöket készít az univerzum megvédésére. A játékszéria fő ismertetőjegye az úgynevezett CCBS („Character and Creature Building System”) építési stílus bevezetése, amelynek lényege, hogy egy teljes mértékben gömbízületekből álló vázra rétegenként kerülnek fel a további építőelemek. A rendszer a korábbi, Bionicle-ben alkalmazott felépítés továbbfejlesztése, amely a gömbcsuklókra helyezi a fő hangsúlyt, de megőrzi az egyéb Lego-s építési megoldásokkal való integráció lehetőségét.
A Hero Factory terméklánc 2014-ben ért véget, miután a Lego eldöntötte, hogy 2015-ben visszahozza a Bionicle-t.

## Cselekmény

### 1-4. Rész: Jönnek az újoncok
Az Alfa csapatot vezető Stormer, valamint a harcedzett Bulk és Stringer irányítása alatt a három újonc, Fumo, Breez és Surge olyan gyilkos teremtmények ellen küzdenek, mint a savval támadó Corroder, a veszedelmes pengéket forgató Rotor és a dühöngő mesterlövész, Xplode. De ezek az elvetemült bűnözők nem a saját szakállukra dolgoznak: egy rossz útra tért Hős Stormer múltjából mozgatja a szálakat, és ha eléri célját, a Hero Factory megsemmisítését, az egész galaxis is elpusztulhat.

### 5. Rész: Tüzes megpróbáltatás
Amikor a 22-es tankerállomást megtámadja a Firelord és csapata, a munkások segélyhívást küldenek a Hero Factory-ba. Ezalatt Mr. Makuro bemutatja az új hősöket, Nex-et és Evo-t.

### 6-7. Rész: Vad bolygó
Amikor az újonc Rocka civil segélyhívást fog a Quatros bolygóról, felfedezi, hogy valójában az egész bolygó bajban van. Rockát túszul ejti az egykori Hős Aldous Witch professzor, akiből a hatalomőrült Vajákos lett. A tapasztalt Bulk és Stringer, valamint az újonc Furno, Nex és Stormer feladata, hogy kiszabadítsák Rockát, elpusztítsák a gonosz Vajákost és megmentsék az egykor meseszép bolygót. A Hősök csak akkor járhatnak sikerrel, ha együtt próbálják helyreállítani a bolygó magját.

### 8-9. Rész: A Nagy Szökés
Egy nagyszabású szökés-t követően az összes bűnöző megszökik, ezért a hősöknek összekell fogniuk hogy elkapják a gonosztevőket. Az alfa parancsnok Stormer, Furno, Surge, Stringer, Evo és Rocka feladata elkapni a bűnözőket.

### 10. Rész: Támadnak az agyak
Mikor a bolygót gonosz agyak támadják és ártalmatlan lényeket szállnak meg, a hősök az eddigi legnagyobb csatájukkal néznek szembe. A parancsnok Furno, Stormer, Surge, Rocka, Evo, Bulk és Breez feladata megállítani a gonosz agyakat mielőtt elpusztítják a Hero Factory-t és minden mást. 

### 11. Rész: Invázió a Mélyből
Antropolis városának alagút fúrása során munkások tűnnek el, ezért a Hero Factory Evo-t küldi az eset kivizsgálására, ezután ismeretlen lények támadják meg. Evo riasztja az Alfa csapatot, a harc során a lények elrabolják Stormer-t és Furno-t. A megmaradt hősök Bulk, Rocka, Evo Surge és Breez elindulnak a föld alá megmenteni a többieket, hosszas kaland után a csapat megérkezik a lények kaptárjához. Breez meggyőzi a királynőt hogy engedje szabadon a többi hőst, ezek után a hősök visszatérnek a felszínre és az alagutat befalaztatják.

## Magyar változat

### Főbb szereplők
| Szereplő                           | Furno Próbája   | Magkrízis       | Belső Ellenség  | Von Nebula      | Tűzes Megpróbáltatás | Vad bolygó 1. Rész | Vad bolygó 2. Rész | A Nagy Szökés 1. Rész | A Nagy Szökés 2. Rész | Támadnak az agyak | Invázió a mélyből |
| Hősök                              | Hősök           | Hősök           | Hősök           | Hősök           | Hősök                | Hősök              | Hősök              | Hősök                 | Hősök                 | Hősök             | Hősök             |
| ---------------------------------- | --------------- | --------------- | --------------- | --------------- | -------------------- | ------------------ | ------------------ | --------------------- | --------------------- | ----------------- | ----------------- |
| Furno                              | Hevér Gábor     | Hevér Gábor     | Hevér Gábor     | Hevér Gábor     | Hevér Gábor          | Hevér Gábor        | Hevér Gábor        | Hevér Gábor           | Hevér Gábor           | Hevér Gábor       | Hevér Gábor       |
| Stormer                            | Lux Ádám        | Lux Ádám        | Lux Ádám        | Lux Ádám        | Lux Ádám             | Lux Ádám           | Lux Ádám           | Lux Ádám              | Lux Ádám              | Lux Ádám          | Lux Ádám          |
| Stringer                           | Széles Tamás    | Széles Tamás    | Széles Tamás    | Széles Tamás    |                      | Széles Tamás       | Széles Tamás       | Széles Tamás          | Széles Tamás          |                   |                   |
| Bulk                               | Makranczi Zalán | Makranczi Zalán | Makranczi Zalán | Makranczi Zalán |                      | Makranczi Zalán    | Makranczi Zalán    |                       |                       | Makranczi Zalán   | Makranczi Zalán   |
| Nex                                |                 |                 |                 |                 | Vári Attila          | Seszták Szabolcs   | Seszták Szabolcs   |                       |                       |                   |                   |
| Rocka                              |                 |                 |                 |                 |                      | Szabó Máté         | Szabó Máté         | Szabó Máté            | Szabó Máté            | Szabó Máté        | Szabó Máté        |
| Evo                                |                 |                 |                 |                 | Pál Tamás            |                    |                    | Pál Tamás             | Pál Tamás             | Pál Tamás         | Pál Tamás         |
| Surge                              | Szente Vajk     | Szente Vajk     | Szente Vajk     | Szente Vajk     | Szente Vajk          |                    |                    | Szente Vajk           | Szente Vajk           | Szente Vajk       | Szente Vajk       |
| Breez                              | Laurinyecz Réka | Laurinyecz Réka | Laurinyecz Réka | Laurinyecz Réka | Laurinyecz Réka      |                    |                    |                       |                       | Laurinyecz Réka   | Laurinyecz Réka   |
| További szereplők                  |                 |                 |                 |                 |                      |                    |                    |                       |                       |                   |                   |
| Zib                                | Fesztbaum Béla  | Fesztbaum Béla  | Fesztbaum Béla  | Fesztbaum Béla  | Fesztbaum Béla       | Fesztbaum Béla     | Fesztbaum Béla     | Fesztbaum Béla        | Fesztbaum Béla        | Fesztbaum Béla    |                   |
| Mr. Makuro                         | Forgács Gábor   |                 |                 |                 | Forgács Gábor        |                    |                    |                       | Forgács Gábor         |                   |                   |
| Daniella Capricorn                 |                 |                 |                 | Ősi Ildikó      | Ősi Ildikó           |                    |                    | Ősi Ildikó            | Ősi Ildikó            | Ősi Ildikó        |                   |
| Gonosztevők                        |                 |                 |                 |                 |                      |                    |                    |                       |                       |                   |                   |
| Von Nebula/ Von Ness               |                 | Flashback       | Faragó András   | Faragó András   |                      |                    |                    | Néma cameo            |                       |                   |                   |
| Rotor                              | Sótonyi Gábor   |                 |                 |                 |                      |                    |                    | Néma cameo            |                       |                   |                   |
| XPlode                             |                 |                 |                 |                 |                      |                    |                    | Néma cameo            |                       |                   |                   |
| Corroder                           |                 | Reviczky Gábor  |                 | Reviczky Gábor  |                      |                    |                    | Néma cameo            |                       |                   |                   |
| Meltdown                           |                 |                 | Szabó Máté      | Szabó Máté      |                      |                    |                    | Néma cameo            |                       |                   |                   |
| Thunder                            |                 |                 |                 | Papucsek Vilmos |                      |                    |                    | Néma cameo            |                       |                   |                   |
| Fire Lord                          |                 |                 |                 |                 | Rosta Sándor         |                    |                    | Néma cameo            |                       |                   |                   |
| Drilldozer                         |                 |                 |                 |                 | Bolla Róbert         |                    |                    | Néma cameo            |                       |                   |                   |
| Jetbug                             |                 |                 |                 |                 | Katona Zoltán        |                    |                    | Néma cameo            |                       |                   |                   |
| Nitroblast                         |                 |                 |                 |                 | ?                    |                    |                    | Néma cameo            |                       |                   |                   |
| Aldous Witch Doctor/ Vajákos ember |                 |                 |                 |                 |                      | Vass Gábor         | Vass Gábor         | Néma cameo            |                       |                   |                   |
| Black Phantom                      |                 |                 |                 |                 |                      |                    |                    | Barbinek Péter        | Barbinek Péter        |                   |                   |
| Voltix                             |                 |                 |                 |                 |                      |                    |                    | ?                     | ?                     |                   |                   |
| Jaw blade                          |                 |                 |                 |                 |                      |                    |                    | Schneider Zoltán      | Schneider Zoltán      |                   |                   |
| Toxi-crepa                         |                 |                 |                 |                 |                      |                    |                    | Szersén Gyula         | Szersén Gyula         |                   |                   |
| Splitface                          |                 |                 |                 |                 |                      |                    |                    | ?                     | ?                     |                   |                   |
| Speeda Demon                       |                 |                 |                 |                 |                      |                    |                    | Bartucz Attila        | Bartucz Attila        |                   |                   |
| Ismeretlen Gonosztevő              |                 |                 |                 |                 |                      |                    |                    |                       | ?                     | ?                 |                   |

### Szereplők
| Szereplő                           | Eredeti hang          | Magyar szinkronhang                                |
| Hősök                              | Hősök                 | Hősök                                              |
| ---------------------------------- | --------------------- | -------------------------------------------------- |
| Furno                              | Eric Christian Olsen  | Hevér Gábor                                        |
| Stormer                            | John Schneider        | Lux Ádám                                           |
| Stringer                           | Stephen Stanton       | Széles Tamás                                       |
| Bulk                               | Christopher B. Duncan | Makranczi Zalán                                    |
| Evo                                | Tom Kenny             | Pál Tamás                                          |
| Rocka                              | Christopher Smith     | Szabó Máté                                         |
| Nex                                | Jason Canning         | Vári Attila (5. rész) Seszták Szabolcs (6-7. rész) |
| Surge                              | Bryton James          | Szente Vajk                                        |
| Breez                              | Jean Louisa Kelly     | Laurinyecz Réka                                    |
| További szereplők                  |                       |                                                    |
| Zib                                | Henry Winkler         | Fesztbaum Béla                                     |
| Mr. Makuro                         | Malcolm McDowell      | Forgács Gábor                                      |
| Daniella Capricorn                 | Jennifer Coolidge     | Ősi Ildikó                                         |
| Von Nebula bandája                 |                       |                                                    |
| Von Ness / Von Nebula              | Mark Hamill           | Faragó András                                      |
| Meltdown                           | Joel Swetow           | Szabó Máté                                         |
| XPlode                             | Jeff Bennett          | ?                                                  |
| Thunder                            | Fred Tatasciore       | Papucsek Vilmos                                    |
| Corroder                           | Charlie Adler         | Reviczky Gábor                                     |
| Rotor                              | Joel Swetow           | Sótonyi Gábor                                      |
| Tűz banda                          |                       |                                                    |
| Fire Lord                          | Dee Bradley Baker     | Rosta Sándor                                       |
| Drilldozer                         | Fred Tatasciore       | Bolla Róbert                                       |
| Jetbug                             | Tom Kenny             | Katona Zoltán                                      |
| Nitroblast                         | Stephen Stanton       | ?                                                  |
| Quatros                            |                       |                                                    |
| Aldous Witch Doctor/ Vajákos ember | Fred Tatasciore       | Vass Gábor                                         |
| Waspix                             | Jean Louisa Kelly     | Dögei Éva                                          |
| Scorpio                            | Jason Canning         | Bognár Tamás                                       |
| Raw-Jaw                            | Jason Canning         | Pipó László                                        |
| Szökött fegyencek                  |                       |                                                    |
| Black Phantom                      | Mark Hamill           | Barbinek Péter                                     |
| Voltix                             | Rick D. Wasserman     | ?                                                  |
| Jaw blade                          | Steve Wilcox          | Schneider Zoltán                                   |
| Toxi-crepa                         | Nick Jameson          | Szersén Gyula                                      |
| Splitface                          | Maurice LaMarche      | ?                                                  |
| Speeda Demon                       | Charlie Adler         | Bartucz Attila                                     |
| Ismeretlen Gonosztevő              | Tom Kenny             | ?                                                  |

## Szereplők

### Hősök
- Preston Stormer – A Hero Factory és az Alpha csapat vezetője. Hűséges és nem csinál ostobaságokat. Helyén van a szíve, annak a belső zűrzavarnak ellenére, amely benne dúl, mióta Threshel hős parancsnok meghalt. Stormer célul tűzte ki, hogy az Alpha csapat vezetője legyen, mert tudja, hogy jó vezető. Stormer azt is elismeri, hogy kissé makacs szokott lenni. Amikor még Stormer is újonc volt, ő, Threshel parancsnok és Von Ness New Stellac City-re érkezett, betöréshez riasztották a Hero Factory-t. Könnyű feladatnak ígérkezett, amíg nem találkoztak egy hatalmas Drone robottal. A Drone megsebesítette Threshelt. Stormer megparancsolta Von Ness-nek, hogy vigyázzon a parancsnokra, amíg ő szembeszáll a Drone robottal. Ám Von Ness megpróbált elrepülni. Stormer felugrott a gépre, hogy megállítsa Von Ness-t, de nem sikerült. Leugrott a gépről, hogy elpusztítsa az óriás robotot. Először kiiktatta a Drone vizuális szenzorait. Azután a hátán lovagolva zárlatot okozott az energia ellátásának. A Drone rögtön fel is robbant. Így Stormer megmentette a várost. Végül Furno segítségével sikerül elpusztítani a Von Nebulává átalakult Von Nesst. (Magyar hang: Lux Ádám)
- William Furno – Az újoncok vezetője, kettős tűzfegyverrel van felszerelve. (Magyar hang: Hevér Gábor)
- Jimi Stringer – Többfunkciós, hangrobbanás fegyverrel van felszerelve, képes zenélni.(Magyar hang: Széles Tamás)
- Mark Surge – Újonc, fiatal, villámfegyverrel és elektromos pajzsal szerelték fel. (Magyar hang: Szente Vajk)
- Natalie Breez – Újonc, légi megjelenése megtévesztő, két energia bumeráng a fegyvere. (Magyar hang: Laurinyecz Réka)
- Dunkan Bulk – Nagyon erős, fémkorongvetővel van felszerelve. (Magyar hang: Makranczi Zalán)
- Julius Nex – Nex a Hero Factory által gyártott legújabb Rookie hősök egyike. Keretét egy csúcstechnikát jelentő alváz képezi, amely kiváló alapot ad az egyes küldetésekre való frissítéshez és korszerűsítéshez.(Magyar hang: Vári Attila, Seszták Szabolcs)
- Nathan Evo – Evo a Hero Factory által gyártott legújabb Rookie hősök egyike. Keretét egy csúcstechnikát jelentő alváz képezi, amely kiváló alapot ad az egyes küldetésekre való frissítéshez és korszerűsítéshez. Megbízható és félelmet nem ismerő, kemény fickó. (Magyar hang: Pál Tamás)
- Daniel Rocka – A Hero Factory hatalmas gyártóműhelyének legfrissebb újonca Rocka. A legmodernebb elemekből összeállított Rocka a lehető legújabb technikát képviseli. Egy másik igen sikeres újonc, Furno, alapján alakították ki, de külső megjelenése láthatóan eltér attól. (Magyar hang: Szabó Máté)

### Gonosztevők
- Von Ness / Von Nebula – A gonosztevők csapatának vezetője. Először hős, majd a Drone robot megsebesíti. A hősök azt hiszik, hogy ekkor Von Ness meghalt. Ám azt nem tudják, hogy ő gonosztevők vezére. Állig fel van fegyverkezve. A fekete lyuk botja nagyon veszélyes. Bosszút akar állni a hősökön. Von Nebulában nagyon mélyen van a gyűlölet. Addig nem romolja le a Hero Factory-t, míg át nem alakítja a Core szupertöltőt a legpuszítóbb fegyverré. Ekkor Von Nebula el akarja pusztítani Stormert. (Magyar hang: Faragó András)
- Meltdown – Küklopsz, Von Nebula legpusztítóbb szolgája. „Gonosz szörny” -nek is lehetne nevezni. Kicsit buta, de nagyon veszélyes. Főbb fegyvere egy Radioaktív iszapvető (A filmben ő mérgezi meg ezzel a fegyverrel Stormert). Ezen kívül hátán méreghordók találhatóak. (Magyar hang: Szabó Máté)
- XPlode – Bűnöző, hirtelen haragú, tekintélyt-nem-tisztelő, mogorva és erősakos gonosztevő. Ő Rotor főnöke. Hátából robbanó tüskéket lő ki. Inkább feláldozza Rotort, minthogy őt lőjjék le.
- Thunder – Ez a hangos rosszfiú a brutális erő képviselője, akár tépőkarmát használva, akár testét labdává gömbölyítve, hogy ráguruljon ellenfeleire. Nem a legragyogóbb elme a környéken, de ez nem hozza zavarba. Thunder azt gondolja, hogy a legtöbb állampolgárnak már attól inába száll a bátorsága, ha ő egyszerűen ránéz. (Magyar hang: Papucsek Vilmos)
- Corroder – Corroder savas nyelve mellé ágyújából kilőtt perzselő sav párosul. Nem buta, így ő inkább parancsokat ad, mint teljesít. De elég okos ahhoz is, hogy ne kezdjen ki Von Nebulával – hacsak nem teljesen biztos abban, hogy megúszhatja. (Magyar hang: Reviczky Gábor)
- Rotor – Ez a lézengő bérenc XPlode talpnyaló lakája. Ahogy a név sugallja, olyan pengéje van, amelynek segítségével nem csak áldozataihoz tud repülni, de megpróbálhatja a fejüket is levágni. Ez talán megmagyarázza kificamodott humorát. (Magyar hang: Sótonyi Gábor)
- Fire Lord – A tűz gonosztevőinek főnöke nem szereti, ha hozzáérnek. Még akkor is, ha valaki meg akarja érinteni, izzó személyisége belé égne, és másodfokú égési sebeket okozna. Fire Lord energiát nyel el, és rengeteget – minél több üzemanyagot, energiát és nyers erőt – szeretne szerezni. (Magyar hang: Rosta Sándor)
- Drilldozer – Nagy. Erős. Halálos. Nem túl okos. Drilldozer a legerősebb gonosztevő Fire Lord lángoló bandájában, és annak is kell lennie, hiszen fúrójának súlya egy TONNA. (Magyar hang: Bolla Róbert)
- Jetbug – Tüzes sugárhajtóművein ide-oda röpdösve, Jetbug rendkívül gyors és mozgékony. Lecsaphat, és tűzzel áraszthatja el a gyanútlan célpontot, majd felhúzhat újra, mielőtt áldozatai rádöbbennének mi is történt valójában. Időnként jelenlétének egyetlen jele az állandó kuncogás. (Magyar hang: Katona Zoltán)
- Nitroblast – Nitroblast a banda páncélszekrény specialistája. Lézervezérlésű plazma lángszórója gyakorlatilag mindent át tud vágni, és bármilyen biztonsági rendszeren áthatol másodpercek alatt.
- Witch Doctor – Az egykor a Hero Factory újoncait oktató, szelíd professzor, Aldous Witch mindig vágyott Quaza magokra, melyet a hősök büszkén viselnek a mellkasukon. Elutazott a Quatros dzsungelbolygóra, egy védett bolygóra, és saját szakállára, illegálisan bányászni kezdte a veszélyes ásványt. Ásatásai során egy ősi templomban felfedezett egy kőkoponyát, és amikor egy Quaza szilánkot helyezett bele, akkor nem csak óriási hatalma lett, hanem át is alakult. Ő lett a Vajákos ember. (Magyar hang: Vass Gábor)
- Waspix – Habár agresszív természetű, Waspix általában nem támad, ha nem provokálják. A Vajákos ember által beépített módosult Quaza tüskék arra kényszerítik ezt a sokkarú fenevadat, hogy megvalósítsa ura terveit. (Magyar hang: Dögei Éva)
- Scorpio – Ezt a Quatros dzsungelbolygóról származó ritka, skorpió-szerű lényt nagyon nehéz megtalálni. Nagy mérete ellenére, szeret szűk helyekre bemászni, és szúrós farka villámgyors csapásával meglepni áldozatát. Távoli áldozatok megszúrásakor a Scorpio labdakilövőt használ, így támadhat anélkül, hogy saját magát veszélybe sodorná. A vastag, lemezes páncél a bolygó szinte minden ragadozójától megvédi. (Magyar hang: Bognár Tamás)
- Raw-Jaw – Elefántszerű alakjával Raw-Jaw anélkül dübörög át Quatros erdején, hogy bármivel is törődnie kellene. Hatalmas agyarai és óriási ereje messze nagyobb, mint bármely más lényé szülőhelyén a dzsungelbolygón. Kivéve a Vajákos embert, aki egy módosult Quaza tüskét szerelt Raw-Jaw-ra, hogy irányíthassa. Így most Raw-Jaw lopott Quaza ásványokat fuvaroz a Vajákos ember számára. (Magyar hang: Pipó László)
- Fangz: A Fangz kopók általában falkákban vadásznak Quatros erdőségeiben. De néhányukat elfogta a Vajákos ember, a hatalmas Quaza tolvaj, és arra kényszeríti őket, hogy megvédjék őt az elfogására küldött Hero csapattal szemben. A Fangz hátába beépített egyetlen módosult Quaza tüskével a Vajákos ember gondolataival is irányíthatja.
- Black Phantom: A Szökés ötletgazdája. Rocka legyőzte. (Magyar hang: Barbinek Péter)
- Voltix: Egy gonosztevő aki áramot lő, Stringer elkapta.
- JawBlade: Egy Cápára hasonlító bűnöző, Furno elkapta. (Magyar hang: Schneider Zoltán)
- Toxic Reapa: Toxikus mérget köpő gonosztevő, Evo elkapta. (Magyar hang: Szersén Gyula)
- Speeda Demon: Egy négy karú, motoros gonosztevő, Stormer elkapta. (Magyar hang: Bartucz Attila)
- Splitface: Egy két személyíségű gonosztevő (kicsit emlékeztet Kétarc-ra a Batman-ből), Surge elkapta.
- Ismeretlen Gonosztevő: A gonosz agyak atyja.
- Gonosz Agyak: Ezek ártalmatlan lényekből csináltak hadsereget.

### Fegyverek
- Kettős tüzelésű kilövő – Tetszetős, de hatékony, a Tűzlövő felforrósítja a plazmát egy energiatekercsben, amelyet egy 20 m-es sugarú körön belül pontosan lehet irányítani. Egy kézben kettő tartva több, mint kétszeresére lehet a kimenő energiát növelni. Hatékonyan lehet elkábítani vele a bűnözőket vagy bejáratot égetni egy bezárt épületbe. Egy másik használati mód, ha a tűzkilövőket két kézben tartják, így több ellenféllel is meg lehet küzdeni.
- Feltöltött kettős bumeráng – A feltöltött bumerángok, ahogyan Natalie Breez az újonc hős használja őket, szabványosan használt szerkentyűk a Repülő neutron minősítési (FLYNG) osztályú hősi fegyverzet szerint. Tokozott xenium hajtásukkal képesek átrepülni a levegőt vagy a vákuumot egy hős hatalmas erejének köszönhetően. Nyomkövető érzékelők választják ki maguknak a legközelebbi célpontot, a molekulavastagságú pengeél képes bármin keresztülvágni, ami nem neutronium. Miután felszeletelte célpontját, a fedélzeti hajtóművek visszajuttatják a bumerángot a várakozó hőshöz, aki azonnal újra felhasználja, vagy újratölti.
- Villám kilövő és pajzs – Amikor ez a szerkentyű csillog, jobb ha hátrább lépsz! A villámkilövő elektromos dühe minden egyes lövéskor egyidejűleg több célra lő. A bonyolult, de mégis gyönyörű készülékből tiszta energia nagyfeszültségű ívei áramlanak ki, és bár a villámok véletlenszerűnek tűnhet, a tehetséges hősök rendkívül pontosan tudnak vele célozni. Szigetelt nyél védi a hőst az energia visszaáramlásától, és gondoskodik arról, hogy a kilövő teljes dühe az ellenfél irányában szabaduljon fel.
- Fém gömb kilövő – A fém gömb kilövő brutális erejű fegyver, amelyet azok a hősök használnak, akik inkább kedvelik az erőt mint a ravaszságot. (Igen, ÖNRŐL beszélünk, Dunkan Bulk.) Egyszerű konstrukciója egyetlen alapelvet szolgál: nagy sűrűségű kobalt-nikkel gömböket kell mozgatni, nagyon gyorsan. Gyorstöltő mechanizmussal van felszerelve, amely igény szerint kompakt memóriahuzalból állítja elő a gömböket, és amely akár percenkét 20 kilövésre is képes. Fedélzeti irányító érzékelőkkel megerősített lézeres célzóeszközök segítenek abban, hogy a gömbök pontosan arra a helyre kerüljenek, ahová azt a hős szeretné.
- Többfunkciós jégfegyver – Preston Stormer többfunkciós jégfegyvere egy különleges konstrukció, amelyet csak az ő kérésére hoztak létre. Az Alfa csapat vezetőjeként, Stormer jogosul ilyen egyedi fegyver használatára.
- Hangrobbanás fegyver – Ez a különleges eszköz az összepréselt hanghullámok erejét használja fel az ellenfél legyőzésére, vagy bárminek az elfújására, amely a hős útjába állhat. Fő eleme egy basszusrásegítő hanghullám sugárzó, amely az alaphangot hozza létre. Ezt követően egy gyorsító a hangokat hangsebesség fölé gyorsítja. A hangrobbanás amely pontosan irányítható elég hegyes ahhoz, hogy egy kiválasztott üveget vagy ebédlőasztalt összezúzzon.
- Fekete lyuk gömbanyag – A Hero Factory fegyverszakértői még mindig azon dolgoznak, hogy pontosan meghatározzák, hogyan is működik ez az eszköz. Az alapján a rövid videó alapján, amit a Hero Factory-tól kaptunk, úgy tűnik, hogy a Von Nebula néven ismert gonosztevő használta ezt a gömbanyagot fekete lyuk előállításra, amely minden közelében lévő dolgot magába szippant.
- Meteorágyú – Mindenhol a gonosztevők kedvence, a meteorágyú a szűkebb pénztárcájú rosszfiúk alapvető fegyvere. A hatékony, de stílustalan meteorágyúnak többféle típusa létezik, a dárdavetőtől a phlingeren át a lobberig. Sok gonosztevő saját ízlése szerint módosította az ágyúkat.
- Rádióaktív iszapvető – Ezt a különleges fegyvert Meltdownon figyelték meg. Őt rendkívül veszélyesnek tartják, részben éppen ezért a nagyon hatékony szerkentyű miatt. Egy módosított meteorágyú van a radioaktív iszaptartályokra erősítve, az iszap pedig egy mérgező gömbbe van befagyasztva. Az ágyú lövi ki később a gömböket. Iker gyorsító pengék fokozzák a mérgező golyó sebességét, kétszeresen veszélyessé téve így a lövedéket. Nem segít az sem, hogy Meltdown rendkívül jól céloz. Bármi, ami Meltdown útjába kerül, azonnal be lesz vonva egy vastag, radioaktív ragaccsal.
- Többfunkciós fegyver-jégpajzs – Válaszul a hőre épített gaztettre, a Hero Factory kutatási és fejlesztési csoportjai megalkották a többfunkciós fegyver-jégpajzs (MTIS) alapváltozatát. Ez a szerkentyű akár egy hős védőeszközeként, akár hatásos fegyverként is használható a rosszfiúkkal szembeni harcban. Erős héja elég nagy ahhoz, hogy elnyelje a magas hőmérsékletű lövedékeket, beépített jégtöltője pedig, kezelhető szintre hozza le a dolgokat.
- Jéglándzsa vető – A Mark Surge által használt jéglándzsák, a nagy távolságú műveletek tökéletes eszközei, bármilyen helyzetben pontosan célba találnak.
- Többfunkciós-szerszám pengék – Natalie Breez energiával feltöltött kettős bumerángjait cserélte el a rombolásnak ezekért a kisméretű csodáiért. Horgok, kábelek és kábelvágó pengék a jellemző attrakciók, és levehető dobópengék teszik teljessé a szúró-vágó fegyverek arzenálját.
- Turbinás fúró – Ez a tárgy igazán nehéz. Drilldozer-nek szinte minden erejét össze kell szednie, hogy fel tudja emelni. Ha azonban egyszer a helyére került, a sokfogú turbinás fúró bármilyen anyagot feldarabol. Hangos és súlyos, és nehezen kezelhető, de Drilldozer szemmel láthatóan így szereti. Egyetlen más gonosztevőnek sincs elég testi ereje ahhoz, hogy használja.
- Lávafúvó – Fire Lord megszerezte William Furno kettős tüzelésű kilövőjének műszaki leírását, és elhatározta, hogy továbbfejleszti a konstrukciót. Egy módosított wolfram-kobalt pengekonstrukció alapján, amelynek ötletét Furno kilövője adta, Fire Lord kiegészítette egy hőindukciós maggal, amely nem csak plazmatekercseket lő ki, hanem elszipkázza az üzemanyagot és az energiát bármiből, amihez hozzáér. A pengéket egyszerűen bemerítve például egy üzemanyagtartályba, Fire Lord az összes üzemanyagot ki tudja szívni és felhasználhatja nagyratörő terveihez.
- Lávagömb kilövő – A szabványos „Meteorromboló”-nak ez a módosított változata bármelyik gonosztevőt robbantási előnyhöz juttat, aki elég forrófejű ahhoz, hogy kezelje! Senki sem állhatja útját a gömbnek vörösen izzó, külső héja miatt, amely szinte mindenen átfúrja magát. Miközben a lávaköpeny átlyukaszt valamit, például egy falat, üzemanyagtartályt, vagy egy hős páncélját, a gömb megolvadt, robbanó belseje mindent elpusztít a közelben. A kutatások szerint ennek a fegyvernek csak egy gyenge pontja van: hajlamos a túlmelegedésre, ha túl gyakran használják.
- Koponyás harci bot – Aldous Witch, a Hero Factory volt professzora sóvárgott egy olyan Quaza mag után, amilyet a hősök viseltek. De Quaza csak hősöknek jár. Witch elutazott a Quatros dzsungelbolygóra, egy védett bolygóra, ahol kis mennyiségben megtalálható ez az ásvány, és ásni kezdett. Ásatásai során felfedezett egy ősi templomot, amelyben egy kőkoponya rejtőzött. Felszerelte egy botra a koponyát és Quaza szilánkot tett bele. Meglepő módon, a koponya megsokszorozta a Quaza erejét, és átváltoztatta Aldous Witch-et Vajákos emberré, egy hihetetlenül erős lénnyé.

## Epizódok
| #   | #   | Eredeti cím         | Magyar cím            | Eredeti premier      | Magyar premier     | Magyar premier   |
| #   | #   | Eredeti cím         | Magyar cím            | Eredeti premier      | Cartoon Network    | Megamax          |
| --- | --- | ------------------- | --------------------- | -------------------- | ------------------ | ---------------- |
| 01. | 01. | Trials of Furno     | Furno próbája         | 2010. szeptember 20. | 2011. május 14.    | 2015. június 21. |
| 02. | 02. | Core Crisis         | Magkrízis             | 2010. szeptember 21. | 2011. május 14.    | 2015. június 22. |
| 03. | 03. | The Enemy Within    | Belső ellenség        | 2010. szeptember 22. | 2011. május 21.    | 2015. június 23. |
| 04. | 04. | Von Nebula          | Von Nebula            | 2010. szeptember 23. | 2011. május 21.    | 2015. június 24. |
| 05. | 05. | Ordeal of fire      | Tüzes megpróbáltatás  | 2011. április 11.    | 2011. december 17. | 2015. június 25. |
| 06. | 06. | Savage Planet       | Vad bolygó 1. rész    | 2011. szeptember 5.  | 2011. december 17. | 2015. június 26. |
| 07. | 07. | Savage Planet       | Vad bolygó 2. rész    | 2011. szeptember 5.  | 2011. december 17. | 2015. június 27. |
| 08. | 08. | Breakout            | A nagy szökés 1. rész | 2012. április 2.     | 2017. január 2.    | 2015. június 28. |
| 09. | 09. | Breakout            | A nagy szökés 2. rész | 2012. április 2.     | 2017. január 2.    | 2015. június 29. |
| 10. | 10. | Brain Attack        | Támadnak az agyak     | 2013. április 4.     | 2017. január 10.   | 2015. június 30. |
| 11. | 11. | Invasion from Below | Invázió a mélyből     | 2014. január 9.      | 2017. január 24.   | 2015. július 1.  |

## Tervezett film
A Universal Studios 2012-ben bejelentette, hogy megpróbálja megvenni a jogokat egy Hero Factory élőszereplős film elkészítésére. A film forgatókönyvének írásával Micheal Fitch-t és Alex Litvak-ot, a 2010-es Ragadozók (Predators) íróit bízták meg, ám a bejelentést követően nem adtak ki róla további híreket, és a játékszéria megszűnésével valószínűleg a film ötletéről is lemondtak a készítők.